# Xalet Juandó
El Xalet Juandó és un edifici del municipi de Girona que forma part de l'Inventari del Patrimoni Arquitectònic de Catalunya.

## Descripció
El xalet presenta dos cossos articulats per la torre central; el de la dreta amb una balconada d'ampitador, mentre que en el de l'esquerra es troben balcons individuals amb balustres de ferro forjat. La torre és l'element més destacat de la construcció i té cartel·les que sostenen el voladís d'una coberta de pavelló molt accentuada en alçat. Els arcs de les finestres són de mig punt, la majoria amb lòbul superior. L'obra s'inclou dins les construccions del corrent neomedievalista, formulades al nostre país teòrica i pràcticament per Elies Rogent. Aquest estil no només s'emprà en edificis religiosos o públics, sinó també en xalets i torres unifamiliars construïts per la burgesia catalana. El xalet que estudiem utilitza elements historicistes autòctons en un intent de recuperar certs aspectes de l'arquitectura popular del nostre país.